# TÜV Hanse

Logo der TÜV Hanse

Die TÜV Hanse GmbH (eigene Schreibweise „TÜV HANSE“) ist ein Unternehmen, das sich auf technische Prüfungen und Dienstleistungen im Bereich Fahrzeuge und Mobilität spezialisiert hat. Gegründet im Jahr 2003 als Joint Venture zwischen der TÜV Süd Auto Service und der Stadt Hamburg, entstand das Unternehmen im Zuge der Privatisierung der technischen Fahrzeugüberwachung in Hamburg. Seit 2004 befindet sich die TÜV Hanse mehrheitlich im Besitz von TÜV Süd, wobei die Stadt Hamburg einen Anteil von 10 Prozent hält. Das Unternehmen hat sich in den vergangenen Jahren zu einem bedeutenden Anbieter von Fahrzeugprüfungen und verwandten Dienstleistungen in der Hansestadt entwickelt, mit sechs Standorten und einem breiten Leistungsspektrum.

## Geschichte und Unternehmensentwicklung
Die TÜV Hanse hat ihre Wurzeln in der Privatisierung der technischen Fahrzeugüberwachung in Hamburg. Im Jahr 2003 wurde das Unternehmen als Joint Venture zwischen der TÜV Süd Auto Service und der Stadt Hamburg gegründet. Bis 2004 waren die Fahrzeugüberwachung und Führerscheinprüfungen in Hamburg noch in einer landeseigenen Gesellschaft, dem Landesbetrieb Verkehr, organisiert. Unter Bürgermeister Ole von Beust beschloss die Stadt Hamburg, diese Aufgaben in private Hände zu geben. In der darauf folgenden Ausschreibung konnte sich die TÜV Süd durchsetzen, und die TÜV Hanse wurde als eigenständiges Tochterunternehmen ins Leben gerufen.
Seit 2004 ist die TÜV Hanse mehrheitlich im Besitz von TÜV Süd, wobei die TÜV Süd 90 Prozent und die Stadt Hamburg 10 Prozent der Geschäftsanteile halten. Im Jahr 2004 eröffnete die TÜV Süd Life Service die Region Nord, was die Präsenz des Unternehmens in Norddeutschland weiter stärkte. Seit seiner Gründung hat die TÜV Hanse ein beachtliches Wachstum verzeichnet. Von 2004 bis 2019 ist der Marktanteil des Unternehmens in Hamburg um 25 Prozent und der Umsatz sogar um das Doppelte gewachsen.
Im Mai 2019 eröffnete die TÜV Hanse eine neue Zentrale am Hamburger Brackdamm, direkt gegenüber der alten Zentrale. Der 3.600 Quadratmeter große Standort umfasst ein 625 Quadratmeter großes Verwaltungsgebäude und eine 320 Quadratmeter große Prüfhalle mit moderner Prüftechnik. Die TÜV Hanse investierte etwa 4,2 Millionen Euro in den Neubau und stellte 15 neue Mitarbeiter ein, wodurch die Gesamtzahl der Beschäftigten auf 125 stieg. Der neue Standort dient als Prototyp für neue Projekte in ganz Deutschland und erfüllt mit Hilfe einer Luft-Wärmen-Pumpe die Vorgaben der Energieeinsparverordnung EnEV 2016. Heute betreibt die TÜV Hanse sechs Standorte in Hamburg und führt jährlich rund 100.000 Hauptuntersuchungen und 35.000 Fahrprüfungen durch.

## Dienstleistungen
Die TÜV Hanse bietet ein umfangreiches Spektrum an Dienstleistungen rund um Fahrzeuge und Mobilität an. Im Zentrum ihres Angebots stehen die gesetzlich vorgeschriebenen Hauptuntersuchungen (HU) und Abgasuntersuchungen (AU) für Kraftfahrzeuge. Darüber hinaus führt das Unternehmen Fahrzeugbegutachtungen. Ein weiterer wichtiger Bereich sind die theoretischen und praktischen Führerscheinprüfungen, von denen die TÜV Hanse jährlich je rund 35.000 abnimmt. Das Dienstleistungsportfolio umfasst auch die Erstellung von Schaden- und Wertgutachten sowie die Ausstellung von Gebrauchtwagenzertifikaten. Für Exportfahrzeuge stellt die TÜV Hanse spezielle Datenbescheinigungen aus. Im Bereich der Fahrzeugtechnik bietet das Unternehmen Abnahmen und Begutachtungen von Fahrzeugänderungen gemäß den nationalen und EU-Vorschriften an. Zusätzlich werden Dienstleistungen im Bereich Arbeitssicherheit und Umweltberatung für Kfz-Betriebe und Autohäuser angeboten.
Die TÜV Hanse hat auch spezielle Angebote für Leasinggesellschaften, Fahrzeugflotten und Versicherungen entwickelt. Für historische Fahrzeuge bietet das Unternehmen Begutachtungen zur Erlangung des H-Kennzeichens sowie Beratungen beim Kauf oder Umbau von Oldtimern an. Die Prüforganisation führt zudem vertiefte Prüfungen durch, wenn die reguläre Hauptuntersuchung um mehr als zwei Monate überzogen wurde. Neben den klassischen Fahrzeugprüfungen bietet die TÜV Hanse auch Dienstleistungen im Bereich der E-Mobilität an, wie beispielsweise Prüfungen an Ladestationen für Elektrofahrzeuge.

## Standorte und Infrastruktur
Die TÜV Hanse verfügt über mehrere Standorte in Hamburg, die strategisch über das Stadtgebiet verteilt sind. Der Hauptsitz des Unternehmens befindet sich am Brackdamm 16 im Stadtteil Hammerbrook. Dieser 3.600 Quadratmeter große Standort wurde 2019 eröffnet und umfasst ein 625 Quadratmeter großes Verwaltungsgebäude sowie eine 320 Quadratmeter große Prüfhalle. Die Prüfhalle ist mit einer Lkw- und zwei Pkw-Prüfgassen sowie moderner Prüftechnik ausgestattet. Ein weiteres Service-Center befindet sich in Hamburg-Mitte am Ausschläger Weg 100. Im Norden Hamburgs unterhält TÜV Hanse ein Service-Center in Langenhorn an der Langenhorner Chaussee 491. Insgesamt betreibt das Unternehmen sechs Standorte in Hamburg. Die Infrastruktur der TÜV Hanse bietet räumlich getrennte Bereiche für Fahrschulprüfungen und technische Untersuchungen. Am Hauptsitz können Kunden den Prüfvorgang an ihren Fahrzeugen durch einen Warteraum mit Sichtfenster zur Prüfhalle verfolgen. Der Neubau am Brackdamm erfüllt die Vorgaben der Energieeinsparverordnung EnEV 2016, unter anderem durch den Einsatz einer Luft-Wärme-Pumpe. Zusätzlich verfügt das Gebäude über eine Dachbegrünung und eine kostenlose Ladestation für Elektrofahrzeuge.

## Rolle in der E-Mobilität
Die TÜV Hanse spielt eine wichtige Rolle in der Entwicklung der Elektromobilität in Deutschland, insbesondere im Raum Hamburg. Das Unternehmen startete ein Pilotprojekt mit der Eröffnung seiner ersten Tankstelle für Elektrofahrzeuge und richtete am neuen Hauptsitz am Hamburger Brackdamm eine kostenlose Stromtankstelle ein. Die TÜV Hanse führt technische Abnahmen von Elektrofahrzeugen durch, prüft die Sicherheit der Batterien sowie den Aufbau der Versorgungsinfrastruktur. Als Prüforganisation trägt sie zur Gewährleistung der Sicherheit und Zuverlässigkeit von Elektrofahrzeugen bei und verfügt über spezielle Prüfgassen und moderne Prüftechnik. Das Unternehmen beteiligt sich aktiv an der Entwicklung und Umsetzung von Prüfverfahren für Elektrofahrzeuge und arbeitet eng mit Herstellern und Behörden zusammen, um Standards und Richtlinien zu entwickeln. Durch ihre Prüf- und Zertifizierungsdienstleistungen unterstützt die TÜV Hanse die Einhaltung gesetzlicher Vorgaben und technischer Standards. Sie bietet Schulungen und Weiterbildungen für Fachkräfte an und beteiligt sich an Forschungs- und Entwicklungsprojekten im Bereich der Elektromobilität. Durch ihre Aktivitäten trägt die TÜV Hanse zur Reduzierung von Emissionen und zur Förderung nachhaltiger Mobilität bei. Das Unternehmen unterstützt die Entwicklung und Implementierung von Ladeinfrastrukturen durch technische Prüfungen und Beratungsleistungen. Die TÜV Hanse arbeitet an der Entwicklung von Prüfverfahren für die Bewertung der Leistungsfähigkeit und Lebensdauer von Batterien in Elektrofahrzeugen und trägt dazu bei, potenzielle Risiken und Herausforderungen frühzeitig zu erkennen und zu adressieren.